# Salix sericea
Salix sericea är en videväxtart som beskrevs av Henry Ernest Muhlenberg. Salix sericea ingår i släktet viden, och familjen videväxter. Inga underarter finns listade i Catalogue of Life.

## Bildgalleri

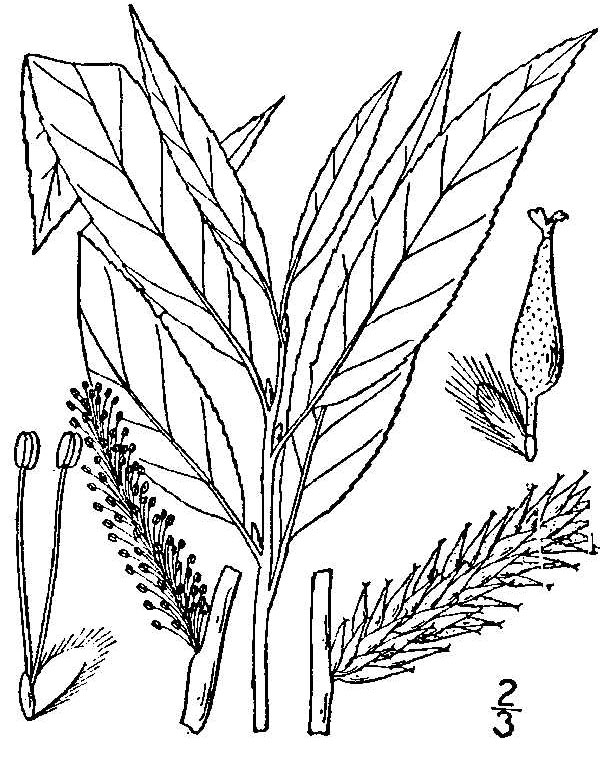